# Jacques Guillaume Dujardin
Jacques-Guillaume Dujardin (Brugge, 5 november 1784 – aldaar, 5 november 1846) was een Belgisch lijnwaadhandelaar, makelaar, wisselagent, bankier, schepen van Brugge en provincieraadslid.

## Levensloop
Jacques-Guillaume Dujardin was een van de negen kinderen van Jacques-François Dujardin-Verhaeghe (1755-1826). Hij volgde in de voetstappen van zijn vader als makelaar-wisselagent. Hij was de eerste om zich (vanaf 1829) ook op officiële akten te laten vermelden als bankier. Hij was de eerste die tot de ontwikkeling leidde van wat de familiale Bank Du Jardin werd.
Hij speelde een politieke rol. Onder het Verenigd Koninkrijk der Nederlanden werd hij lid van de Brugse gemeenteraad en bleef dit tot in 1844. Hij behoorde stilaan tot de politieke oppositie en nam deel aan het Constitutioneel Banket dat op 9 juli 1829 de eerste publieke uiting was van het plaatselijk ongenoegen tegen Oranje binnen de leidinggevende Brugse kringen. Na de Belgische afscheiding werd hij in 1831 schepen van financies in Brugge en ook deze functie bekleedde hij tot in 1844.
Vanaf 1836 werd hij ook tot West-Vlaams provincieraadslid verkozen en bleef dit tot aan zijn dood. In de provincieraad trof hij zijn broer aan, arrondissementscommissaris Auguste Dujardin (1797-1852).
De erfenisaangifte leerde dat Jacques Dujardin heel wat hofsteden en 500 ha grond bezat, verspreid in West-Vlaanderen en in Zeeland. Dit bracht mee dat hij regeerder was van verschillende 'wateringen': Oude Polder, Nieuwe Polder en Camerlinckx-Ambacht. 

## Familie
Jacques Dujardin trouwde met Julie Devaux (°1796), dochter van de arts Joseph Devaux-Van Vyve (1766-1804). Hierdoor werd hij verwant met de familie Devaux, die na 1830, onder de leiding van Paul Devaux, tot de invloedrijkste in het jonge koninkrijk behoorde, en met de aanverwante families zoals Van Praet, Van Vyve, Chantrell en de Stappens. 
Het echtpaar had een enige dochter, Julie (1818-1875), die trouwde met Jules Boyaval (1814-1879), die burgemeester van Brugge en senator werd.
Zijn broer, Felix Dujardin-Sabot (1797-1852) werd de belangrijkste bestuurder van de Bank Du Jardin.